# سد عردة
سد عردة، المعروف أيضا باسم سد وادي عردة، هو سد في المملكة العربية السعودية افتتح في عام 1984 ويقع في مدينة الطائف في منطقة مكة المكرمة. الغرض الرئيسي من السد هو التحكم في الفيضانات.

## سد وادي عردة الجديد

### المشروع
في 2004 تم الإعلان عن تنفيذ مشروع «سد وادي عردة الجديد» شمال منطقة الباحة جنوب السعودية بتكلفة تزيد على 134 مليون ريال (35.7 مليون دولار)  حيث صدرت موافقة خادم الحرمين الشريفين الملك فهد بن عبدالعزيز على تنفيذ سد وادي عرده بمنطقة الباحة بتكاليف
إجمالية بلغت 134.106.178 ريالا. وبلغت التكلفة التقديرية للسد 140 مليون ريال سعودي (3733 مليون دولار أمريكي).

### الخصائص
يعتبر «سد وادي عردة» من بين السدود الكبيرة في السعودية بطاقة تخزينية تقدر ب68 مليون متر مكعب وبطول 365 متر وارتفاع 70 مترا، ويحتوي على بوابتين، ومساحة منطقة التجمع بالسد 1000 كيلومتر مربع، كما يبلغ طول الوادي المقام عليه 75 كيلومتر. ويستغرق العمل مدة 60 شهرا، ويهدف إنشائه إلى توفير المياه والحماية من مخاطر السيول.

### التنفيذ
حُددت مدة تنفيذ مشروع السد بـ 60 شهرا وأوكلت الصفقة شركة السروات وبانقضائها دون الانتهاء منه اضيفت للمدة 24 شهراً بعد سحب المشروع من مقاول سابق شركة السروات لعدم وفائه بمدة العقد وسلم المشروع لشركة بن سمار وبنهاية 09 مايو 2013 هـ يكمل المشروع مدة (7 سنوات هجرية).

## محطة تنقية مياه سد عردة الجديد
بدأ في تشغيل محطة تنقية مياه سد عردة بمنطقة الباحة بعد تسلمه المشروع الذي تبلغ طاقته الإنتاجية 40 ألف م3 يوميًا لتغذية مدينة الباحة بتكلفة تجاوزت (110) ملايين ريال. ويتضمن المشروع خط نقل للمياه من السد إلى المحطة، إضافة إلى تركيب نظام التهوية و11 فلتراً وخزانا للمياه المنتجة ومحطة ضخ، ومبنى العمليات، ومختبر جودة المياه.

## وصلات خارجية
- تقرير سد وادي عردة 1439هـ على يوتيوب
- ثاني سد بالمملكة سد عردة على يوتيوب